# Sapouy (département)
Cet article concerne le département et la commune urbaine. Pour la ville chef-lieu, voir Sapouy.
Sapouy est un département et une commune urbaine de la province du Ziro, situé dans la région du Centre-Ouest au Burkina Faso.

## Géographie

### Démographie
Le département et la commune urbaine de Sapouy comptabilisait :
- 39 630 habitants estimés en 2003[2] ;
- 55 968 habitants au dernier recensement consolidé de 2006[3] ;
- 86 729 habitants au dernier recensement de 2019 (résultats préliminaires)[1].

## Administration

### Villes et villages
Le département et la commune urbaine de Sapouy est administrativement composé d'une ville chef-lieu homonyme (données de population consolidées issues du recensement général de 2006) :
- Sapouy, subdivisée en cinq secteurs urbains (totalisant 12 438 habitants), également chef-lieu de la province :

- Secteur 1 (5 882 habitants)
- Secteur 2 (1 493 habitants)
- Secteur 3 (988 habitants)
- Secteur 4 (1 808 habitants)
- Secteur 5 (2 267 habitants)

et de quarante-sept villages ruraux (totalisant 43 530 habitants) :
- Balogo (1 909 habitants)
- Baouiga (1 190 habitants)
- Baouiga-Yorgo (748 habitants)
- Bassawarga (623 habitants)
- Boom (324 habitants)
- Boro (2 332 habitants)
- Bouem (412 habitants)
- Bougagnonon (1 071 habitants)
- Boulou (965 habitants)
- Diallo (1 041 habitants)
- Diaré (890 habitants)
- Dianzoé (1 098 habitants)
- Faro (890 habitants)
- Gallo (1 408 habitants)
- Guirsé (202 habitants)
- Idiou (1 034 habitants)
- Kada (917 habitants)
- Kation (948 habitants)
- Konon (352 habitants)
- Kouli (559 habitants)
- Koutéra (990 habitants)
- Ladiga (333 habitants)
- Latian (1 124 habitants)
- Lou (974 habitants)
- Nabilpaga-Yorga (305 habitants)
- Nadonon (603 habitants)
- Napo-Nabilpaga (1 050 habitants)
- Nébrou (1 646 habitants)
- Nékrou (1 333 habitants)
- Néliri (1 200 habitants)
- Obonon (1 785 habitants)
- Ouayalguin (58 habitants)
- Poun (705 habitants)
- Santio (713 habitants)
- Sia (619 habitants)
- Sobaka (676 habitants)
- Souboré (882 habitants)
- Souli (289 habitants)
- Tiabien (1 124 habitants)
- Tiabien-Kasso (1 080 habitants)
- Tiaburo (732 habitants)
- Tiagao (1 247 habitants)
- Tiakouré (277 habitants)
- Tiana (566 habitants)
- Tiaré (2 502 habitants)
- Yilou (731 habitants)
- Zavara (646 habitants)